# Liste der Mitglieder des Senats im 34. Kongress der Vereinigten Staaten
Die Senatoren im 34. Kongress der Vereinigten Staaten wurden zu einem Drittel 1854 und 1855 neu gewählt. Vor der Verabschiedung des 17. Zusatzartikels 1913 wurde der Senat nicht direkt gewählt, sondern die Senatoren wurden von den Parlamenten der Bundesstaaten bestimmt. Jeder Staat wählt zwei Senatoren, die unterschiedlichen Klassen angehören. Die Amtszeit beträgt sechs Jahre, alle zwei Jahre wird für die Sitze einer der drei Klassen gewählt. Zwei Drittel des Senats bestehen daher aus Senatoren, deren Amtszeit noch andauert.
Die Amtszeit des 34. Kongresses ging vom 4. März 1855 bis zum 3. März 1857. Seine erste Tagungsperiode fand vom 3. Dezember 1855 bis zum 18. August 1856 in Washington, D.C. statt, die zweite vom 21. August bis zum 30. August 1856, die dritte vom 1. Dezember 1856 bis zum 3. März 1857.

## Zusammensetzung und Veränderungen
Im 33. Kongress saßen am Ende seiner Amtszeit 37 Demokraten, 17 Whigs, vier Senatoren der Free Soil Party und zwei der American Party, die meist als Know-Nothing Party bezeichnet wird, zwei Sitze waren vakant. Drei Senatoren der Whigs und ein Know Nothing schlossen sich im neuen Kongress den neu gegründeten Republikanern an. Bei den Wahlen 1854 und 1855 konnten diese zwei weitere Sitze von Free Soil und einen von den Demokraten gewinnen. Free Soil gewann einen Sitz von den Demokraten, verlor aber auch einen an sie. Die Demokraten gewannen drei weitere Sitze von den Whigs. Einen Sitz verloren die Whigs, vier die Demokraten, weil die Staatsparlamente sich nicht auf Kandidaten einigen konnten. Der in Kentucky schon 1853 für die Whigs gewählte John J. Crittenden schloss sich bei Zusammentritt des Kongresses den Know Nothings an. Damit saßen zu Beginn des Kongresses 35 Demokraten, neun Whigs, sieben Republikaner, zwei Free Soiler und zwei Know Nothing im Senat, sieben Sitze waren vakant. Whigs, Free Soil und Republikaner arbeiteten während des 34. Kongresses als Opposition gegen den demokratischen Präsidenten zusammen.
Noch vor der ersten Sitzung des Kongresses konnten die Republikaner zwei der vakanten Sitze für sich gewinnen, die Demokraten einen. Ein weiterer der vakanten Sitze ging im Januar 1856 an die Demokraten. Damit waren 37 Demokraten, neun Republikaner, neun Whigs, zwei Free Soiler und zwei Know Nothings im Senat, drei Sitze waren weiterhin vakant. Bei Nachwahlen im Januar 1857 verloren die Demokraten einen Sitz an die Republikaner, gewannen aber einen von den Whigs. Senator James Harlan wechselte von Free Soil zu den Republikanern. Außerdem konnten die Demokraten im Januar und Februar 1857 die drei verbliebenen vakanten Sitze gewinnen, so dass ihre Mehrheit zum Ende des 34. Kongresses bei 40 Demokraten gegen elf Republikaner, acht Whigs, zwei Know Nothings und einem Senator der Free Soil Party lag.

## Spezielle Funktionen
Nach der Verfassung der Vereinigten Staaten ist der Vizepräsident der Vorsitzende des Senats, ohne ihm selbst anzugehören. Bei Stimmengleichheit gibt seine Stimme den Ausschlag. Während des 33. Kongresses war das Amt des Vizepräsidenten vakant, da William R. King gestorben war und es noch keine Nachfolgeregelung gab. Im Gegensatz zur heutigen Praxis leitete der Vizepräsident bis ins späte 19. Jahrhundert tatsächlich die Senatssitzungen. Ein Senator wurde zum Präsidenten pro tempore gewählt, der bei Abwesenheit des Vizepräsidenten den Vorsitz übernahm. Vom 4. März bis zum 2. Dezember 1855 war weiter der vom 33. Kongress gewählte Jesse D. Bright Präsident pro tempore, er versah das Amt auch vom 3. Dezember 1855 bis zum 9. Juni 1856. Am 9. und 10. Juni war Charles E. Stuart Präsident pro tempore, vom 11. Juni 1856 bis zum 6. Januar 1857 wieder Bright. Anschließend war es James M. Mason vom 6. Januar bis zum Ende des Kongresses am 3. März 1857. Nach der damaligen Regelung der Nachfolge des Präsidenten wären Bright, Stuart bzw. Mason amtierender Präsident geworden, wäre Pierce ausgefallen.

## Liste der Senatoren
Unter Partei ist vermerkt, ob ein Senator der Demokratischen Partei, der Whig Party, der Republikanischen Partei oder der Free Soil Party angehörte. Unter Staat sind die Listen der Senatoren des jeweiligen Staats verlinkt. Die reguläre Amtszeit richtet sich nach der Senatsklasse: Senatoren der Klasse I waren bis zum 3. März 1857 gewählt, die der Klasse II bis zum 3. März 1859 und die der Klasse III bis zum 3. März 1861. Das Datum gibt an, wann der entsprechende Senator in den Senat aufgenommen wurde, eventuelle frühere Amtszeiten nicht berücksichtigt. Unter Sen. steht die fortlaufende Nummer der Senatoren in chronologischer Ordnung, je niedriger diese ist, umso größer ist in der Regel die Seniorität des Senators. Die Tabelle ist mit den Pfeiltasten sortierbar.
| Senator                | Partei                  | Staat          | Klasse | Datum         | Sen. | Anmerkung                                                             |
| ---------------------- | ----------------------- | -------------- | ------ | ------------- | ---- | --------------------------------------------------------------------- |
| Clement Claiborne Clay | Demokrat                | Alabama        | II     | 4. März 1853  | 508c |                                                                       |
| Benjamin Fitzpatrick   | Demokrat                | Alabama        | III    | 14. Jan. 1853 | 461  | früher im 30. bis 31. Kongress                                        |
| William K. Sebastian   | Demokrat                | Arkansas       | II     | 12. Mai 1848  | 455  |                                                                       |
| Robert W. Johnson      | Demokrat                | Arkansas       | III    | 6. Juli 1853  | 517  |                                                                       |
| Isaac Toucey           | Demokrat                | Connecticut    | I      | 12. Mai 1852  | 500  |                                                                       |
| Lafayette S. Foster    | Republikaner            | Connecticut    | III    | 4. März 1855  | 530  |                                                                       |
| James A. Bayard        | Demokrat                | Delaware       | I      | 4. März 1851  | 484  |                                                                       |
| John M. Clayton        | Whig                    | Delaware       | II     | 4. März 1853  | 296  | starb am 9. November 1856 früher im 21. bis 24., 29. bis 30. Kongress |
| Joseph P. Comegys      | Whig                    | Delaware       | II     | 19. Nov. 1856 | 537  | ernannt als Nachfolger von Clayton                                    |
| Martin W. Bates        | Demokrat                | Delaware       | II     | 14. Jan. 1857 | 539  | gewählt als Nachfolger von Clayton                                    |
| Stephen R. Mallory     | Demokrat                | Florida        | I      | 4. März 1851  | 491  |                                                                       |
| David Levy Yulee       | Demokrat                | Florida        | III    | 4. März 1855  | 428  | früher im 29. bis 31. Kongress                                        |
| Robert A. Toombs       | Demokrat                | Georgia        | II     | 4. März 1853  | 514  |                                                                       |
| Alfred Iverson         | Demokrat                | Georgia        | III    | 4. März 1855  | 531  |                                                                       |
| Stephen A. Douglas     | Demokrat                | Illinois       | II     | 4. März 1847  | 441  |                                                                       |
| Lyman Trumbull         | Demokrat                | Illinois       | III    | 4. März 1855  | 533  |                                                                       |
| Jesse D. Bright        | Demokrat                | Indiana        | I      | 4. März 1845  | 419  | Präsident pro tempore                                                 |
| Graham N. Fitch        | Demokrat                | Indiana        | III    | 4. Feb. 1857  | 541  |                                                                       |
| George W. Jones        | Demokrat                | Iowa           | II     | 7. Dez. 1848  | 463  |                                                                       |
| James Harlan           | Free Soil/Republikanera | Iowa           | III    | 31. Dez. 1855 | 535  |                                                                       |
| John B. Weller         | Demokrat                | Kalifornien    | I      | 30. Jan. 1852 | 496  |                                                                       |
| William M. Gwin        | Demokrat                | Kalifornien    | III    | 13. Jan. 1857 | 481  | früher im 31. bis 33. Kongress                                        |
| John B. Thompson       | Know Nothing            | Kentucky       | II     | 4. März 1853  | 512  |                                                                       |
| John J. Crittenden     | Know Nothingb           | Kentucky       | III    | 4. März 1855  | 206  | früher im 15., 24. bis 26., 27. bis 29. Kongress                      |
| Judah P. Benjamin      | Whig                    | Louisiana      | II     | 4. März 1853  | 507  |                                                                       |
| John Slidell           | Demokrat                | Louisiana      | III    | 28. Apr. 1853 | 516d |                                                                       |
| Hannibal Hamlin        | Demokrat                | Maine          | I      | 8. Juni 1848  | 456  | trat am 7. Januar 1857 zurück                                         |
| Amos Nourse            | Republikaner            | Maine          | I      | 16. Jan. 1857 | 540  | gewählt als Nachfolger von Hamlin                                     |
| William P. Fessenden   | Whig                    | Maine          | II     | 10. Feb. 1854 | 520  |                                                                       |
| Thomas Pratt           | Whig                    | Maryland       | I      | 12. Jan. 1850 | 476  |                                                                       |
| James Pearce           | Whig                    | Maryland       | III    | 4. März 1843  | 407  |                                                                       |
| Charles Sumner         | Free Soil               | Massachusetts  | I      | 24. Apr. 1851 | 494  |                                                                       |
| Henry Wilson           | Republikanerb           | Massachusetts  | II     | 31. Jan. 1855 | 526  |                                                                       |
| Lewis Cass             | Demokrat                | Michigan       | I      | 4. März 1849  | 420  | früher im 29. bis 30. Kongress                                        |
| Charles E. Stuart      | Demokrat                | Michigan       | II     | 4. März 1853  | 511  | Präsident pro tempore                                                 |
| Stephen Adams          | Demokrat                | Mississippi    | I      | 17. März 1852 | 498  |                                                                       |
| Albert G. Brown        | Demokrat                | Mississippi    | II     | 7. Jan. 1854  | 519  |                                                                       |
| Henry S. Geyer         | Whig                    | Missouri       | I      | 4. März 1851  | 486  |                                                                       |
| James S. Green         | Demokrat                | Missouri       | III    | 12. Jan. 1857 | 538  |                                                                       |
| John P. Hale           | Republikaner            | New Hampshire  | II     | 30. Juli 1855 | 445  | früher im 30. bis 32. Kongress                                        |
| James Bell             | Republikaner            | New Hampshire  | III    | 30. Juli 1855 | 534  |                                                                       |
| John R. Thomson        | Demokrat                | New Jersey     | I      | 4. März 1853  | 513  |                                                                       |
| William Wright         | Demokrat                | New Jersey     | II     | 4. März 1853  | 515  |                                                                       |
| Hamilton Fish          | Whig                    | New York       | I      | 4. März 1851  | 487e |                                                                       |
| William H. Seward      | Republikanerb           | New York       | III    | 4. März 1849  | 470  |                                                                       |
| David S. Reid          | Demokrat                | North Carolina | II     | 6. Dez. 1854  | 524  |                                                                       |
| Asa Biggs              | Demokrat                | North Carolina | III    | 4. März 1855  | 527  |                                                                       |
| Benjamin Wade          | Republikanerb           | Ohio           | I      | 15. März 1851 | 493  |                                                                       |
| George E. Pugh         | Demokrat                | Ohio           | III    | 4. März 1855  | 532  |                                                                       |
| Richard Brodhead       | Demokrat                | Pennsylvania   | I      | 4. März 1851  | 485  |                                                                       |
| William Bigler         | Demokrat                | Pennsylvania   | III    | 14. Jan. 1856 | 536  |                                                                       |
| Charles T. James       | Demokrat                | Rhode Island   | I      | 4. März 1851  | 489  |                                                                       |
| Philip Allen           | Demokrat                | Rhode Island   | II     | 4. März 1853  | 506f |                                                                       |
| Josiah J. Evans        | Demokrat                | South Carolina | II     | 4. März 1853  | 509  |                                                                       |
| Andrew Butler          | Demokrat                | South Carolina | III    | 4. Dez. 1846  | 436  |                                                                       |
| James C. Jones         | Whig                    | Tennessee      | I      | 4. März 1851  | 490  |                                                                       |
| John Bell              | Whig                    | Tennessee      | II     | 22. Nov. 1847 | 451  |                                                                       |
| Thomas J. Rusk         | Demokrat                | Texas          | I      | 21. Feb. 1846 | 433  |                                                                       |
| Sam Houston            | Demokrat                | Texas          | II     | 21. Feb. 1846 | 432  |                                                                       |
| Solomon Foot           | Republikanerb           | Vermont        | I      | 4. März 1851  | 488  |                                                                       |
| Jacob Collamer         | Republikaner            | Vermont        | III    | 4. März 1855  | 528  |                                                                       |
| James M. Mason         | Demokrat                | Virginia       | I      | 21. Jan. 1847 | 438  | Präsident pro tempore                                                 |
| Robert M. T. Hunter    | Demokrat                | Virginia       | II     | 4. März 1847  | 446  |                                                                       |
| Henry Dodge            | Demokrat                | Wisconsin      | I      | 8. Juni 1848  | 457  |                                                                       |
| Charles Durkee         | Republikaner            | Wisconsin      | III    | 4. März 1855  | 529  |                                                                       |

- a) Harlan schloss sich 1856 den Republikanern an.[4]
- b) Crittenden,[5] Seward,[6] Wade[7] und Foot[8] waren ursprünglich als Whigs gewählt worden, Wilson[9] als Know Nothing.
- c) Clay trat sein Amt nach anderen Quellen erst am 29. November an.[10]
- d) Slidell trat sein Amt nach anderen Quellen erst am 5. Dezember an.[11]
- e) Die Wahl von Fish wurde vom New Yorker Senat am 19. März rückwirkend für den 4. März 1851 bestätigt.[12]
- f) Allen trat sein Amt erst am 20. Juli an, da er bis dahin noch als Gouverneur amtierte.[13]